# Jan Pokorný
Jan Pokorný (* 3. listopadu 1960 Praha) je český novinář, publicista, rozhlasový redaktor a televizní moderátor.

## Profesionální kariéra
Po ukončení gymnázia v Hořovicích pokračoval studiem Fakulty žurnalistiky Univerzity Karlovy v Praze, poté začal v roce 1984 pracovat v Československém rozhlase jako redaktor zpravodajství. Od roku 1986 byl moderátorem na stanici Praha. Po roce 1989 pracoval jako parlamentní zpravodaj ve Federálním shromáždění, začal také externě spolupracovat s Českou televizí, kde moderuje různé publicistické a politicky zaměřené pořady. V roce 2002 získal Cenu Karla Havlíčka Borovského za rok 2000. Několik let působil jako moderátor v Ranním Radiožurnálu. V roce 2010 byl zahraničním zpravodajem Českého rozhlasu v Paříži. Od roku 2005 do roku 2008 působil ve funkci šéfredaktora zpravodajství a pověřeného ředitele stanice ČRo1 Radiožurnál. Od června 2012 byl znovu šéfredaktorem, tentokrát celého Radiožurnálu. Od března 2016 se stal ředitelem zpravodajství ČRo. V letech 2016–2017 moderoval pořad České televize Souvislosti Jana Pokorného.

## Úspěchy
V květnu 2013 se stal společně s Lucií Výbornou držitelem českého rekordu v nepřetržité sérii rozhovorů. Od 18. května 20:15 do 20. května 20:15 společně udělali interview s 90 osobnostmi před zraky lidí na pražském Václavském náměstí. O rok později svůj rekord překonali, na stejném místě udělali sérii 100 rozhovorů.

## Osobní život
Je podruhé ženatý (26. března 1994), má tři syny, Štěpán Pokorný, Jan Pokorný, Šimon Pokorný.